# Voglio una vita a forma di me
Voglio una vita a forma di me (Dumplin') è un film del 2018 diretto da Anne Fletcher, tratto dall'omonimo romanzo di Julie Murphy.

## Trama
Willowdean Dickson, soprannominata Polpettina (Dumplin in originale) dalla madre Rosie, ex-reginetta di bellezza, e Will dai restanti suoi amici, è una ragazza dalla corporatura robusta che decide di partecipare a un concorso di bellezza per fare un dispetto a sua madre, la quale è una delle organizzatrici del concorso ed è da tutti lodata per il suo aspetto fisico, e così Will decide di mettersi in gioco e di mostrare a tutti cosa è capace di fare.

## Distribuzione
I diritti di distribuzione di Voglio una vita a forma di me sono stati acquistati da Netflix nel settembre 2018, che ha distribuito la pellicola a partire dal 7 dicembre dello stesso anno. In Italia è stata resa disponibile, sempre su Netflix, dal 3 maggio 2019.